# ماك أريبيا
ماك اريبيا هي شطيرة الخبز متوفرة في بعض منافذ ماكدونالدز في الدول العربية وباكستان، في حين أنه من المعروف باسم Grilled Chicken Foldover في سنغافورة وماليزيا، وكان معروف أيضاً McOriental في إسبانيا وفرنسا وهولندا، مقدم لتلبية الذوق المحلي في الشرق الأوسط.

## التاريخ
وقدم ماك اريبيا في مارس 2003 بسبب انخفاض حاد في الأرباح في عام 2002، وذلك بسبب المقاطعة على المطاعم التابعة لالولايات المتحدة خلال الحرب على العراق، ومدعية أن العناصر لم تكن من بائعين المحليين. النسخة الأولى من الساندويتش كان بها الدجاج المشوي مع خبز تم استيرادها من المملكة المتحدة للأسبوع الأول، ثم تحول الإنتاج للخبز إلى الخبازين المحليين.
في عام 2004 تم إضافة متغير الكفتة.

## وصف المنتج والمتغيرات
- ماك أرابيا: مشوي الدجاج المشوي الذي يحتوي على اثنين فطيرة الدجاج مع الطماطم والخس، وتصدرت مع صلصة الثوم ملفوفة في الخبز خدم في الإمارات والسعودية وقطر وعمان ومصر وباكستان.
- ماك أرابيا كفتةالمشوية. تقدم مع الخس والطماطم والبصل وصلصة الثوم بالإضافة إلى اثنين من فطائر مشوي كفتة، كل ذلك في خبز عربي، وخدم في مصر.
- ماك أرابيا: الدجاج المقرمش بديل يحل محل كان الدجاج المشوي كان متاح لفترة محدودة.
- ماك أرابيا: سجق بديل يحل محل الكفتة، وكان متاحا في دولة الإمارات العربية المتحدة لفترة محدودة.
- ماك أرابيا طاجن وكان بديل مكون من خبز بالكمون، البصل والكمون والكزبرة، جنبا إلى جنب مع الخضروات المشوية (الطماطم والفلفل المشوي الأحمر والأصفر)، مع صلصة الريحان حار، كانت متاحة فقط في المغرب في أبريل 2009.
- ماك أرابيالباذنجان بديل خبز بالكمون والخضار المشوية (الباذنجان والفلفل والطماطم) كانت متوفرة فقط في المغرب أبريل 2009.
- ميني ماك أرابيا هو بديل كان مماثل لماك أرابيا، تم قطع مكوناته والسعر إلى النصف من ماك أرابيا العادي، مما يجعل لها فطيرة واحدة وأقل الخضروات، كانت البديل باتي لها سجق ودجاج مشوي.
- ماك أرابيا الحلوم هو منتج إفطار، مكون من خبز والحلوم المشوي طفيفة برفقة الخس والطماطم والزيتون الأسود.